# Pfarrkirche Völkendorf

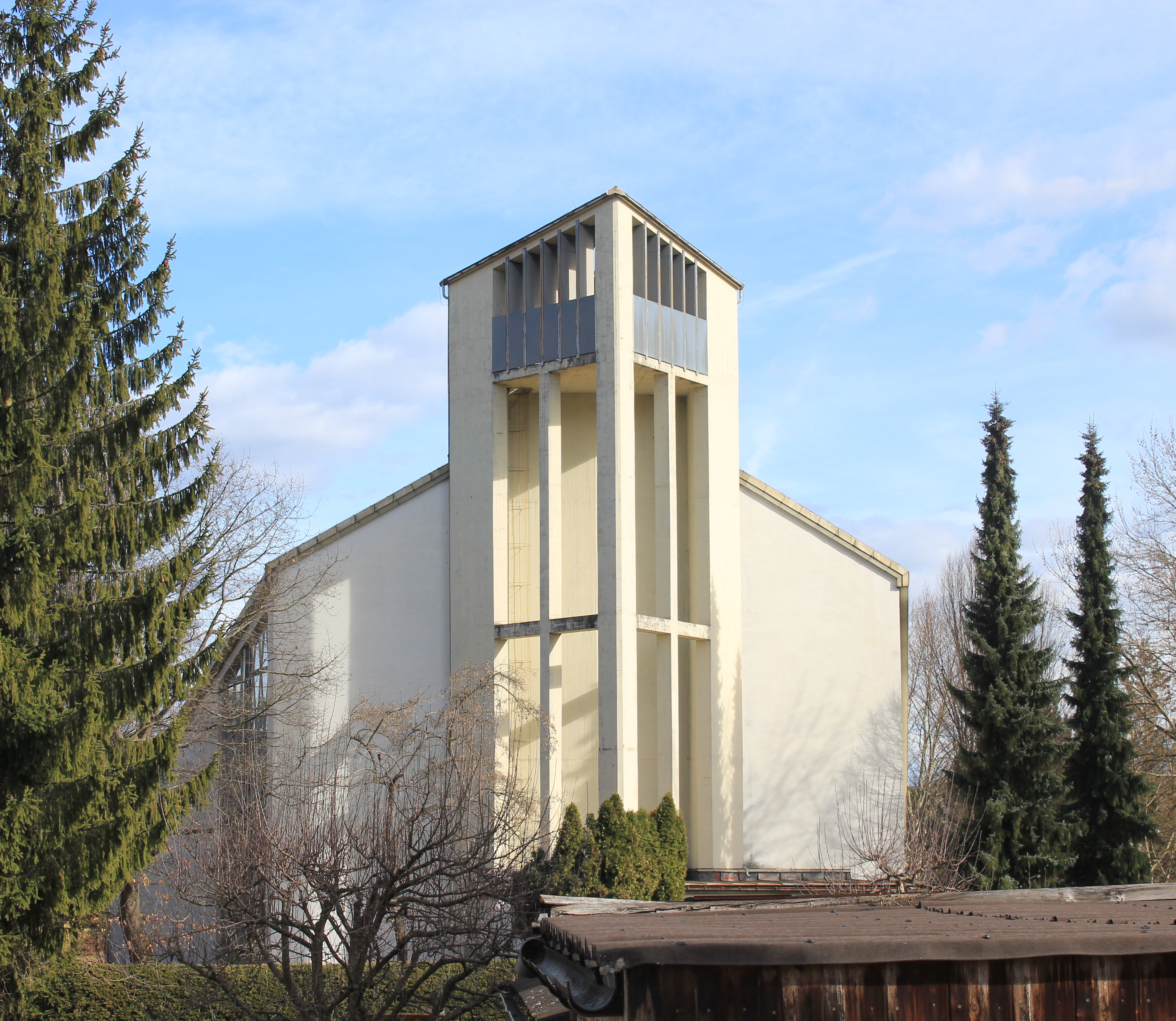
Pfarrkirche Heiligste Dreifaltigkeit Villach-Völkendorf (Rückseite)

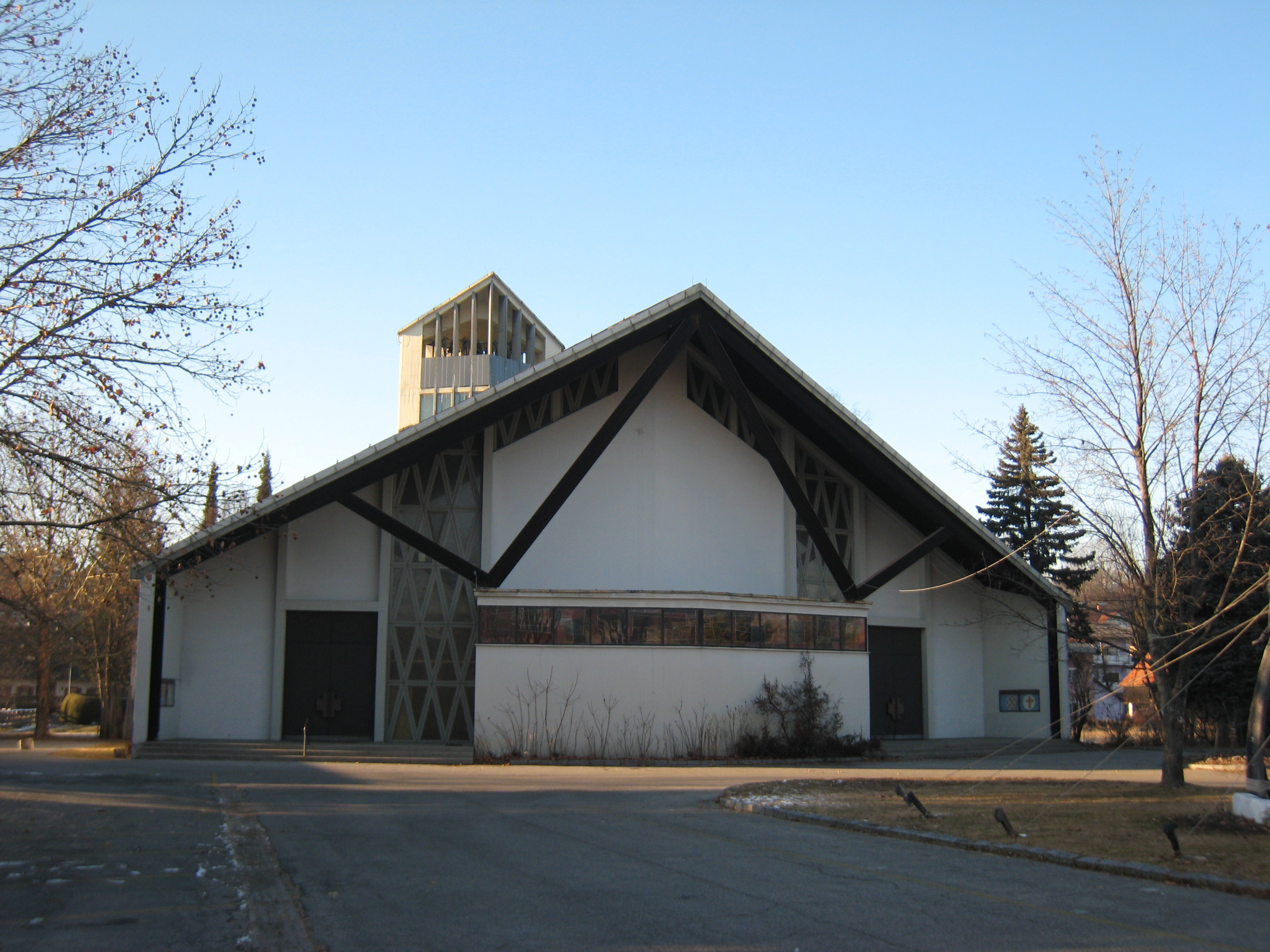
Pfarrkirche Heiligste Dreifaltigkeit Villach-Völkendorf

Die römisch-katholische Pfarrkirche Völkendorf im gleichnamigen Stadtteil von Villach ist der Heiligsten Dreifaltigkeit geweiht. Erst 1973 wurden die Stadtteile Völkendorf, Möltschach und Judendorf von der Pfarre St. Martin abgetrennt und eine eigene Pfarre eingerichtet. Zu dieser Pfarre gehören auch die Filialkirchen von St. Johann und Warmbad. Die Pfarrkirche steht unter Denkmalschutz (Listeneintrag).
Die Kirche ist ein 1967 nach Plänen von Walter Pinzer errichteter Bau mit trapezförmigem Grundriss unter einem vorgezogenen Satteldach. Im Westen ist ein Chorturm mit einem offenen Glockengeschoß angestellt.
Der einheitliche Innenraum verjüngt und erhöht sich zum Altar hin. Die Wände werden durch verschiedene Materialien wie Natursteinmauern, weiße Wände, Sichtbeton und Holz gegliedert. Das kuppelartige Gewölbe ruht auf netzartigen Holzleimbindern. Der Kirchenraum wird durch seitliche Betonnetzwerkfenster und eine Oberlichte hinter dem Altar belichtet. Das Altarmosaik schuf Franz Schneeweiß.